# Serveta
Serveta était un constructeur espagnol qui a fabriqué des motos et des motocyclettes (scooters) Lambretta de 1952 à 1989 sous licence.

## Histoire
La société Serveta a été fondée en Espagne par un groupe d'hommes d'affaires basques sous le nom de Lambretta Locomociones SA. C'était, en fait, une filiale de la société italienne Innocenti SpA de Lambrate à côté de Milan, qui a obtenu la licence pour produire les scooters Innocenti Lambretta sur le territoire espagnol. La production proprement dite, a commencé en 1954, dans une usine spécialement construite pour cela, à Eibar.
En 1964, la société a commencé à utiliser le nom de "Serveta SA" pour ses activités commerciales.
Vers 1982, l'entreprise modifie à nouveau sa raison sociale en Lambretta SAL après un changement de propriétaire. Au cours de cette période, en outre, une petite quantité de Serveta Lambretta a été exporté sur le marché italien. À la suite d'une forte baisse de la demande en 1985, la production est transférée dans une usine commune à Amurrio.
À la fin des années 1980, la production de l'entreprise a atteint un niveau historiquement bas, ne fabriquant les scooters que sur commande. La société a arrêté son activité en 1989.

## Modèles produits

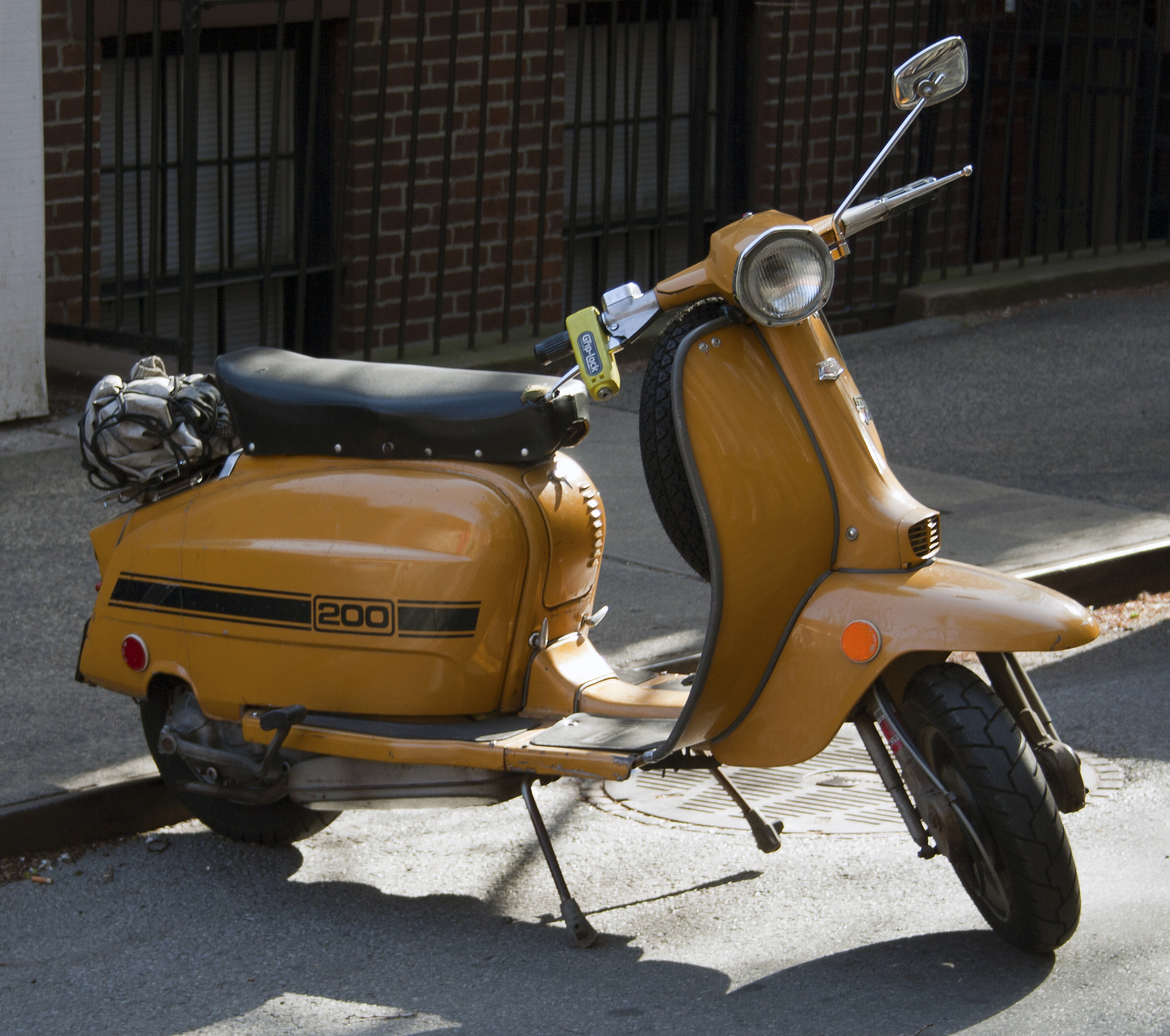
Serveta Jet 200

Liste des principaux modèles fabriqués par Servete en Espagne :
- Lambretta D/LD 125/150 cm3 – (1951-58)
- Lambretta Li 125/150cc série II – (1959-61)
- Lambretta Li 125/150cc série III – (1962-70)
- Li 150 Special - (1966)
- JET 200 (SX 200) - 200 cm3 - (1966)
- 125/150 - (1975-83)

De 1954 à 1989, l'entreprise a exporté ses scooters,, :
- États-Unis (1979-1989)
- Royaume-Uni (1970-1989)

## Anecdote
Le terme de « Lambretta » ou « Lambreta » est encore couramment utilisé au Portugal pour désigner tout type de scooter, en utilisant une marque commerciale pour désigner un engin quelconque, comme Mobylette, Caddie ou Kärcher qui sont des marques commerciales, à l'image de la chanson « Lambreta » chantée par le fadiste António Zambujo figurant dans son album Quinto.